# Peppino De Filippo
Peppino De Filippo (ur. 24 sierpnia 1903 w Neapolu, zm. 27 stycznia 1980 w Rzymie) – włoski aktor filmowy i teatralny, znany przede wszystkim z ról komediowych; również dramaturg.

## Życiorys
Wychował się w rodzinie o tradycjach aktorskich i dramaturgicznych. Był synem wybitnego neapolitańskiego dramaturga Eduardo Scarpetty (1853-1925), który - pod względem znaczenia - ustępował wówczas jedynie nobliście Luigiemu Pirandello. Rodzeństwo Peppina, brat Eduardo (1900-1984) i siostra Titina De Filippo (1898-1963), również zajęło się aktorstwem i pisaniem sztuk teatralnych. 
Peppino po raz pierwszy wystąpił na scenie w sztuce swojego ojca w wieku zaledwie sześciu lat. Jako aktor teatralny odniósł sukces rolami w Dozorcy wg Harolda Pintera oraz w Skąpcu wg Moliera, gdzie wcielił się w postać Harpagona.
W ciągu swojej trwającej niemal cztery dekady karierze aktorskiej zagrał w blisko 100 filmach. Grał w filmach Federico Felliniego Światła variété (1950) oraz w nowelowym Boccaccio ’70 (1962). Najbardziej kojarzony jest z komedii, w których stworzył pamiętny duet z Totò.
Peppino zmarł w Rzymie w 1980 w wieku 76 lat. Pochowano go na zabytkowym rzymskim cmentarzu Campo Verano. Jego syn Luigi De Filippo (1930-2018) poszedł w ślady ojca, stryja i dziadka - również został aktorem i dramaturgiem.